# 프락투어
프락투어 (독일어: [fʀakˈtuːɐ] ( 듣기))는 독일 문자, 거북 문자, 귀갑 문자, 수염 문자 등으로도 불리는 서체이다. 독일에서는, 제2차 세계대전 무렵까지 이 서체를 인쇄에 사용하고 있었다.
프락투어는 중세의 유럽에서 넓게 사용된, 사본이나 칼리그래피의 서체를 기본으로 한 활자체·흑자체의 일종이며, 가장 유명한 것이다. 때로는, 흑자체를 전부 가리켜 '프락투어'라고 부르기도 한다. 프락투어의 어원은 낡은 라틴어의 분사, frangere (부순다), fractus (망가진)이며, 다른 흑자체나 현재 잘 사용되는 로마자체인 안티카체에 비해 선이 무너지는 데 특징이 있다.

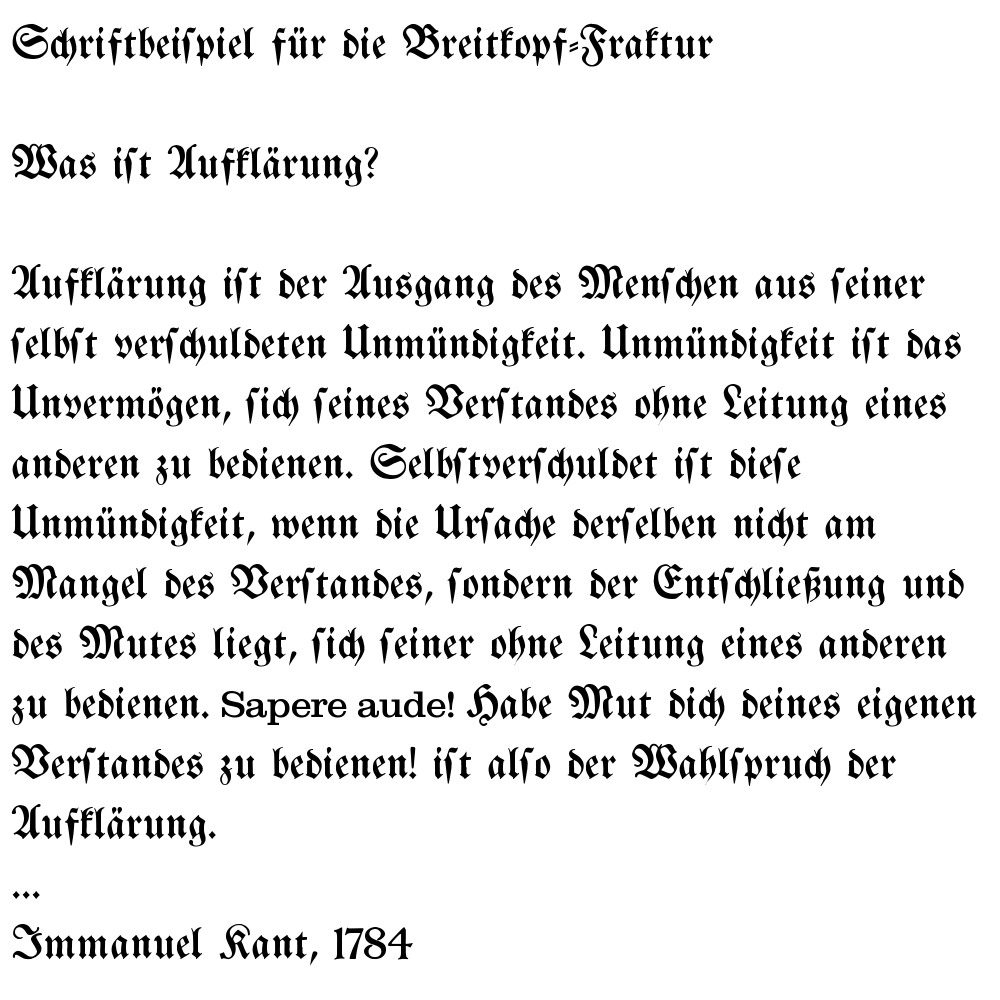
이마누엘 칸트의 서간. 'Breitkopf-Fraktur'라는 프락투어를 이용한 문장의 예

통상, 대문자의 I와 J에는 외관상의 차이가 없거나, 있어도 몇 안 되는 차이이다. 이는, 양자의 기원은 같고, 구별할 필요가 별로 없었기 때문이기도 하다. 어미 이외로는 소문자 s에 긴 s (ſ - 소문자의 f와 비슷하지만, 가로줄이 우측으로 관철하지 않는다)를 이용한다. ß (에스체트)에는 긴 s와 z의 합자를 이용해 ch에는 문자끼리가 접촉하지 않기는 하지만, 자간이 통상보다 좁은 합자를 각각 이용한다. 또, 모음 변이 부착의 문자 (Ä ä Ö ö Ü ü)에서는 현재의 모음 변이 (점을 옆에 2개 늘어놓은 것)가 아니고, 그 유래가 된 낡은 형태, 즉 작은 e를 문자 위에 교부한 자형의 것을 자주 볼 수 있다. 하이픈은 오른쪽 올린 이중선이 된다.

## 프락투어의 역사

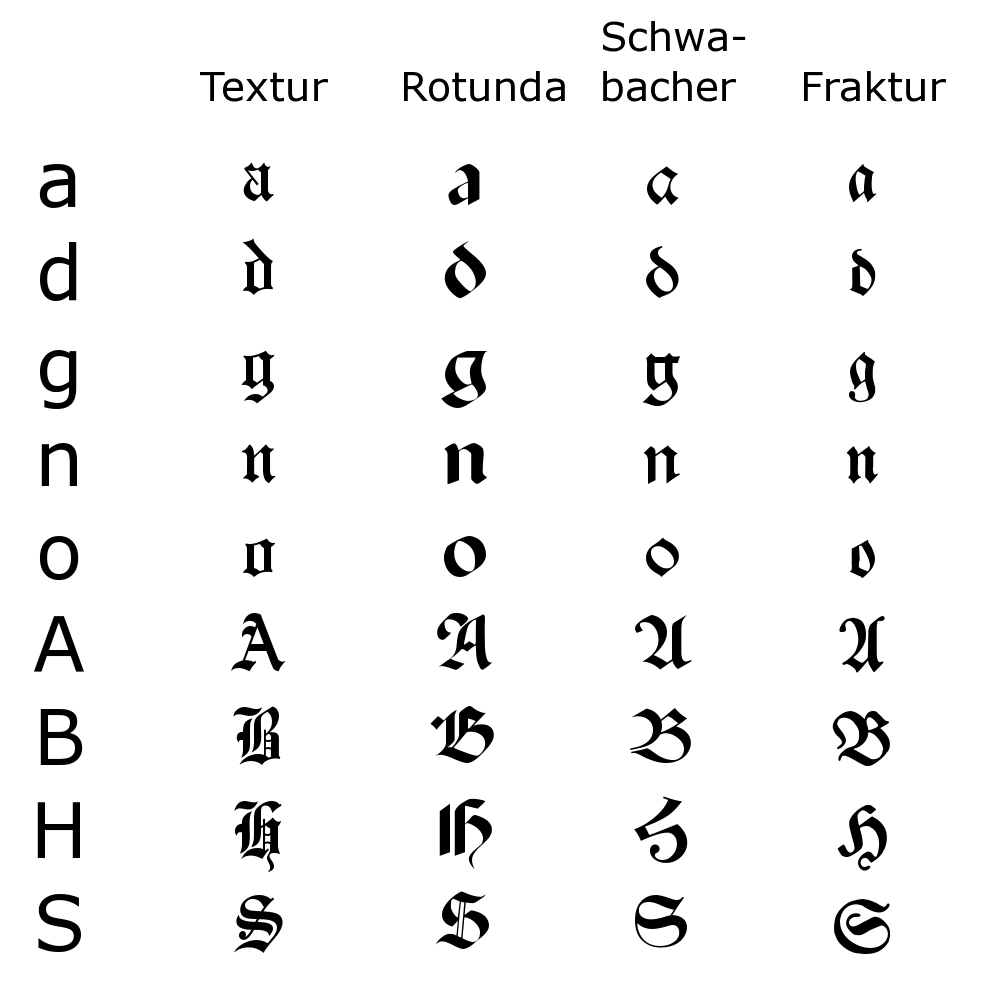
흑자체의 예

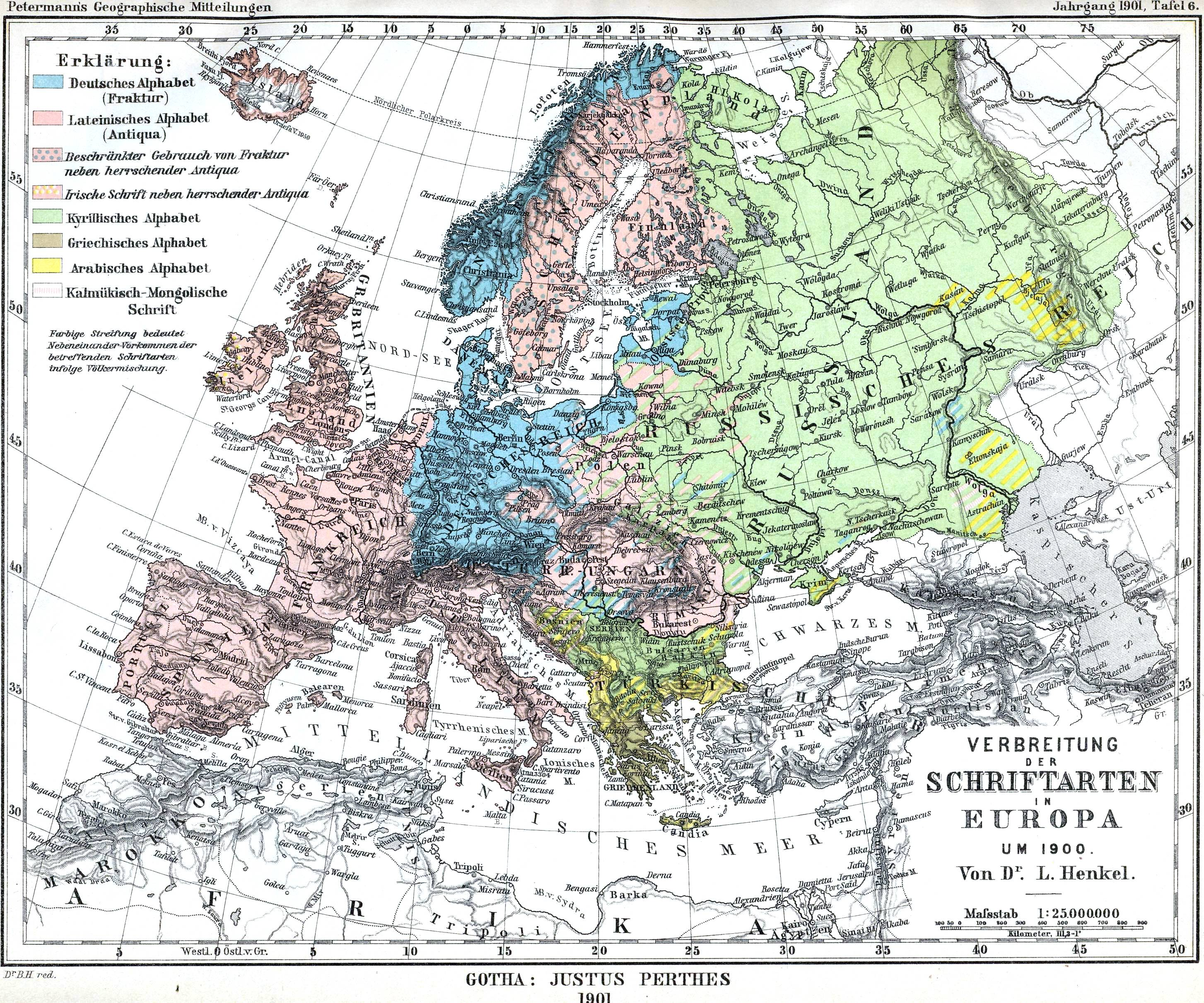
1900년 경의 유럽에서 사용되고 있던 문자의 분포도. 독일·덴마크·노르웨이·라트비아·에스토니아의 파랑은 프락투어를 이용하는 지역을 나타낸다. 스웨덴이나 핀란드의 파랑의 반점은 프락투어가 보기 드물게 이용된 것을 나타내 보인다. 서구의 분홍은 안티카체. 초록은 키릴 문자, 황색은 아라비아 문자, 올리브색은 그리스 문자

최초의 프락투어는 신성로마제국의 막시밀리안 1세의 치세 (1493년 - 1519년)에, 황제의 출판 사업에 즈음하여 특별히 디자인 된 것이다. 프락투어는 인기를 얻어, 이전의 흑자체인 슈바밧하체 (Schwabacher, 요하네스 구텐베르크가 사용한 서체)나 테크스트아리스 (Textualis/Textur, 테크스트라체라고도) 등의 서체에 취해 대신하게 되어, 여러 가지 바리에이션의 프락투어의 활자가 조각되게 되었다.
흑자체가 16세기 경까지 쇠약해진 다른 유럽 제국과 달리, 독일어권에서는 19세기에도 프락투어로의 제판이 상용되고 있었다. 몇 개의 책은 아직 슈바밧하체를 사용하고 있었을 정도이다. 그 중에서도 우세한 프락투어의 서체는 'Normalfraktur'라고 불리는 것이며, 여러 가지 세세한 차이의 활자가 존재했다.
독일어를 쓰지 않는 유럽의 사람들과의 소통에서 프락투어로 된 책들과 프락투어로 된 문서들의 출판은 장해를 겪고 있었다. 고대 로마의 서체를 모범으로 해 이탈리아에서 발전해 인문주의자 등에 의해서 유럽에 퍼지고 있던 안티카체, 낭만체 등의 서체가 18세기 이후 라틴어의 필기용으로서 독일어권에서도 퍼졌다. 북유럽 제국에서도 19세기까지는 흑자체가 사용되었지만, 예를 들면 덴마크에서는 19세기 중반에 안티카체의 이용이 증가해 1902년의 시점에서 95%의 인쇄물이 안티카체를 사용하게 되어 있었다. 노르웨이도 이와 같이 1900년 무렵에 대부분의 인쇄물은 안티카체로 바뀐다.
그러나 독일에서는, 안티카체에 의한 프락투어의 치환을 둘러싸고, 독일어는 어디로 표기하는 것이 좋은가 라는 '안티카·프락투어 논쟁'이 일어나고 있다. 특히 19세기 초두의 중세 재평가나 낭만주의, 국민문학의 창생의 시기에는, 독일어는 안티카체는 경박하지만 프락투어는 중후하고 내용이 있는, 중세의 고딕 문화 전성기를 방불 시킨다는 등의 프락투어 옹호론이 훤전되었다. 20세기의 제1차 세계 대전 전에도, 안티카체를 추진하는 논의에 대해, 프락투어는 읽을 수 있는 속도가 빠르고, 잘못 읽기 어렵기 때문에 객관적으로 보면 우수하다는 프락투어 옹호론이 현상 격론이 되었다.
독일에서 나치 정권이 집권하자  나치 독일은 독일을 고의로 다른 서구 제국과는 다른 나라로 하려는 의도에서 중세 이래의 전통적인 프락투어를 정식적인 독일어의 서체로 해, 국제적인 안티카체는 아리아적이지 않다고 선언했다. 1941년 1월 3일, 관방장 마르틴 보어만이 돌연 모든 정부 기관에 대해서 '프락투어는 유대인의 문자이므로 더 이상의 사용을 금지한다'라는 문서를 발표했기 때문에 프락투어는 공식 문서에서 사라져 버렸고 프락투어는 1955년 경까지 쓰였으나 1960년대부터 프락투어는 신문이나 서적에서 자취를 감추었다.

## 프락투어의 이용
오늘의 독일에서는, 프락투어는 장식용의 서체로 보기 드물게 사용되는 정도이다. 예를 들면 독일의 옛부터의 신문은 일면에 있는 신문명을 프락투어로 표기하고 있지만, 기사 본문이나 표제로는 프락투어는 이용되지 않고 안티카체가 이용된다. 또, 퍼브 등 술집의 간판에도 잘 사용된다. 이러한 간판이나 장식으로의 사용으로는, 소문자 s나 긴 s의 구별이나, 연자·합자 등의 법칙은 별로 신경 쓰이지 않았다.
프락투어의 개별의 문자는 수학 분야에서 기호로서 사용되고 있다. 예를 들면, 리 대수, 시그마 대수, 아이디얼의 표기 시에는 프락투어를 사용하는 일이 있다.

초기의 볼라퓌크에서 사용되고 있던 프락투어

인공 언어 볼라퓌크의 초기판에서는 낭만체에 가세해 프락투어의 모음자를 사용했다. 후판에서는 이는 중지해져 낭만체에 분음 기호를 붙인 것으로 대용하고 있다.

## 프락투어의 바리에이션의 예
아래의 그림에 있는 독일어문은, 프락투어 가운데, 각각 "Walbaum-Fraktur", "Humboldtfraktur"라는 자체를 이용하고 있다. 각각의 자체의 이름의 뒤에, "Victor jagt zwölf Boxkampfer queruber den Sylter Deich"라는 문장이 계속되고 있다. 문장의 의미는 '빅터는 쥬르트의 제방을 횡단해 12인의 복서를 뒤쫓았다'가 되는데, 이는 로마자의 26 문자와 모음 변이한 문자를 전부 사용하는 팬그램 (pangram, 모든 문자를 사용해 만드는 문장)이다.

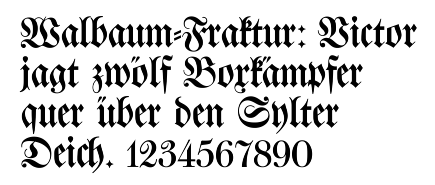
Normalfraktur, 'Walbaum-Fraktur'(1800년)

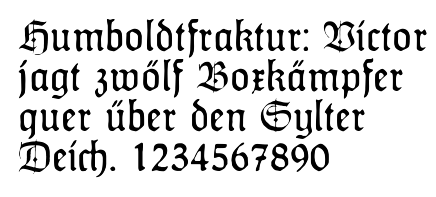
Humboldtfraktur (Hiero Rhode, 1938년)

## 같이 보기
- 서체
- 흑자체
- Kurrentschrift - Sutterlinschrift (쥐테를린) - 독일 문자 독자적인 필기체.